# قلعه سنگر (اندیکا)
قلعه سنگر یک روستا در ایران است که در دهستان کوشک شهرستان اندیکا واقع شده‌است. قلعه سنگر ١٧۶ نفر جمعیت دارد.